# Alcala, Pangasinan
Alcala là một đô thị hạng 3 ở tỉnh Pangasinan, Philippines. Theo điều tra dân số năm 2007, đô thị này có dân số 38.934 người trong 7.181 hộ.

## Barangay
Alcala được chia thành 21 barangay.
| - Anulid - Atainan - Bersamin - Canarvacanan - Caranglaan - Curareng - Gualsic - Kisikis - Laoac - Macayo - Pindangan Centro | - Pindangan East - Pindangan West - Poblacion East - Poblacion West - San Juan - San Nicolas - San Pedro Apartado - San Pedro Ili Pangasinan - San Vicente - Vacante |